# Hexathele rupicola
Hexathele rupicola är en spindelart som beskrevs av Forster 1968. Hexathele rupicola ingår i släktet Hexathele och familjen Hexathelidae. Inga underarter finns listade i Catalogue of Life.